# オンダ・バガ
オンダ・バガ（Onda Vaga） は、アルゼンチン出身のフォルクローレバンド。

## 概要
使用する楽器は主にアコースティック・ギター、クアトロ、カホン、トランペット、トロンボーン。メインのヴォーカリストを特に決めず全員で合唱する歌、演奏する曲毎に担当楽器を交換する柔軟な編成。

## メンバー
- ナチョ・ロドリゲス
- マルセロ・チェマ・ブランコ
- マルコス・オレラナ
- トマス・フスト
- ヘルマン・コーエン

## ディスコグラフィ
- Fuerte y Caliente （2008）
- Espíritu Salvaje - （2010）
- BEST ALBUM FOR JAPAN "MOSHI MOSHI"～楽園(パラダイス)へ行こう（2012） ※日本限定ベスト盤
- Magma Elemental マグマ・エレメンタル -（2013）

## 日本公演
- 2012年7月26 - 29日 フジロックフェスティバル'12
- 2013年9月12日渋谷CLUB QUATTRO 9月13日梅田シャングリラ